# Pedro Fernández de Quirós
Pedro Fernández de Quirós (Évora, Portugal, 1565 - Panamà, 1614), fou un mariner i explorador portuguès al servei de la corona espanyola. Nascut Fernandes de Queirós, és més conegut pel nom castellanitzat.

## Primers anys
Es va incorporar a la marina espanyola en l'època que les dues corones estaven unides sota els Àustries. Va fer la tradicional ruta comercial del galeó de Manila a Acapulco. El 1595 va servir com a pilot major en el segon viatge d'exploració d'Álvaro de Mendaña y Neira al Pacífic. A la mort de Mendaña va aconseguir portar l'únic vaixell de l'expedició fins a Manila.
Immediatament desitja fer una altra expedició per explorar les suposades Terres Australs però, enemistat amb la vídua de Mendaña, Isabel Barreto, no aconsegueix els mitjans necessaris del nou virrei del Perú, Luis de Velasco. Viatja a Roma, el 1600, on aconsegueix una audiència del papa Climent VIII i unes cartes de recomanació per rei Felip III de Castella. Des de Roma posa rumb a Barcelona i fa un pelegrinatge fins a Montserrat.

## Viatge a Austrialia del Espiritu Santo
De tornada al Perú, parteix de El Callao, el 21 de desembre de 1605, amb tres vaixells: San Pedro y San Paulo, San Pedrico y Los Tres Reyes Magos. El segon comandant és Luis Váez de Torres, que s'enemistarà amb Quirós i faran el viatge de tornada per separat.
Seguint una ruta més al sud que les anteriors de Mendaña, creuen en vint dies les illes Pitcairn i Tuamotu destacant la descripció dels illencs de La Conversión de San Pablo, avui Hao. Durant un temps es va especular si l'illa Sagitaria era la mateixa Tahití, però és improbable. Al nord de les illes Cook descriu l'illa de Gente Hermosa. Probablement es tracta de Rakahanga, encara que també s'ha identificat amb altres illes. La descripció d'una gent quasi blanca, saludable i hospitalària, serà el precedent del mite dels Mars del Sud que més endavant es farà popular amb les descripcions de Louis-Antoine de Bougainville.
A l'abril del 1606 arriben a les illes de Vanuatu, pensant que es tracta del continent austral. Desembarquen a Austrialia del Espíritu Santo on funden la colònia de Nueva Jerusalén, al costat del rierol anomenat riu Jordán. Més tard Váez de Torres descobrirà que es tracta d'una illa i l'anomena isla Cardona, però s'ha quedat avui amb el nom de Santo. Després d'un mes els problemes amb els indígenes i les desavinences entre els expedicionaris fan que la situació sigui insostenible.
El mal temps fa que Quirós se separi dels altres dos vaixells i torna a Acapulco el novembre del 1606. Luis Váez de Torres posa rumb a Manila passant pel sud de Nova Guinea, per l'estret de Torres, arribant el maig del 1607. No se'n va saber res més de Váez de Torres, però el segon capità Diego de Prado va fer una relació del viatge.

## Repercussions
Quirós va tornar a Madrid per aconseguir un altre viatge, però les seves peticions no van ser ateses i va morir en la pobresa a Panamà. Va escriure un munt de Memorials, dels que se'n conserven 54, explicant els seus viatges i fent unes reflexions sobre l'exploració i colonització de les Terres Australs.
Les illes de Quirós van esdevenir un mite i el seu redescobriment un repte per anglesos i francesos. En el mapes figurava vagament una Quiri Regio, país de Quirós. El nom d'Austrialia del Espíritu Santo, barreja confusa d'Austral i Àustria, es va traduir a l'anglès com Australia i és l'origen del nom del continent d'Austràlia, anomenat fins aleshores com Nova Holanda o Java la Gran. Al segle xix alguns catòlics australians van proclamar que Quirós havia descobert Austràlia abans que els protestants Abel Tasman i James Cook, i així s'explicava a les catequesis catòliques mostrant-lo com un màrtir missioner.

## Vaixells i tripulació
|                  | San Pedro y San Paulo                             | San Pedrico                        | Los Tres Reyes Magos                          |
| ---------------- | ------------------------------------------------- | ---------------------------------- | --------------------------------------------- |
| Tipus de vaixell | Nau capitana                                      | Nau almirall                       | Patatxo                                       |
| Desplaçament     | 150 tones                                         | 120 tones                          | 20 a 30 tones                                 |
| Tripulació       | 60 mariners i 3 frares franciscans                | 40 mariners i 3 frares franciscans | 12 mariners                                   |
| Comandant        | Pedro Fernández de Quirós                         |                                    |                                               |
| Capità           | Diego de Prado                                    | Luis Váez de Torres                | Pedro Bernal Cermeño (ascendit a pilot major) |
| Pilot major      | Juan Ochoa de Bilbao (destituït durant el viatge) |                                    |                                               |

## Ruta del viatge
Els altres pilots de l'expedició en els seus diaris van posar diferents noms a les illes. En cursiva figuren els noms originals de l'expedició i entre parèntesis els noms actuals:
- El Callao, 21 de desembre de 1605.
- Illes Pitcairn:
  - La Encarnación, o Luna Puesta (Ducie), 26 de gener de 1606.
  - San Juan Bautista, o San Valerio, Sin Provecho, Sin Puerto (Henderson), 29 de gener.
- Tuamotu:
  - San Telmo, o San Blas, Corral de Agua (Marutea Sud), 4 de febrer.
  - Las 4 Coronadas, o 4 Hermanas, Las Anegadas (grup Acteó), 5 de febrer.
  - San Miguel Archangel (Vairaatea), 9 de febrer.
  - La Conversión de San Pablo (Hao), 10 de febrer.
  - Dezena (Tauere), la desena illa, 12 de febrer.
  - La Sagitaria (Rekareka), 13 de febrer.
  - La Fugitiva (Raroia), 14 de febrer.
- Illes de la Línia:
  - La del Pescado, o San Bernardo (illa Carolina), 21 de febrer.
- Illes Cook:
  - Gente Hermosa, o La del Peregrino (Rakahanga), 1 de març
- Illes Santa Cruz, al sud de les Salomó:
  - Nuestra Señora del Socorro (Taumako), 7 a 18 d'abril.
  - Tucopia o Monterey (Tikopia), 21 d'abril
- Vanuatu
  - San Marcos (Mere Lava), Vergel (Merig), Margaritana i Sierra Clementina (illes Maewo), 25 d'abril.
  - Virgen Maria (Gaua), Los Portales de Belén (Vanua Lava), Las Lágrimas de San Pedro (illes Saddle) i Mota (Mota Lava), 27 d'abril.
  - Tierra Austrialia del Espiritu Santo, o isla Cardona (Santo), 30 d'abril a 8 de juny
- Acapulco, 23 de novembre.